# Pticopteromorfs
Els pticopteromorfs (Ptychopteromorpha) són un infraordre de dípters nematòcers que inclou dues família. Anteriorment se'l s'incloïa en l'infraordre dels tipulomorfs, però no sembla que hi estiguin relacionats; les similituds són només superficials (cos prim, potes llargues).

## Taxonomia
Els pticopteromorfs inclouen dues famílies:
- Família Ptychopteridae
- Família Tanyderidae